# Images at Twilight
Images at Twilight è il secondo album   del gruppo musicale canadese Saga, pubblicato nel 1979.

## Descrizione
"You're Not Alone" rimane una parte fissa nella scaletta dei concerti dei Saga, e si distingue in parte per la frequente partecipazione del pubblico durante alcuni passaggi. Il cantante Michael Sadler in genere divide la folla per genere o sezione e le diverse sezioni si alternano cantando "You're Not, You're Not". La canzone è presente in tutte le uscite live ufficiali della band. Un remake intitolato "You're Not Alone '97" (mantenendo solo il ritornello e le parti strumentali) è stato incluso nell'album Pleasure & the Pain.

## Tracce
Side 1
1. It's Time – 4:01
2. See Them Smile – 3:25
3. Slow Motion – 3:55
4. You're Not Alone – 5:22

Side 2
1. Take It or Live It – 3:58
2. Images – 6:32
3. Hot To Cold – 5:02
4. Tired World – 5:41

## Formazione
- Michael Sadler – voce, tastiera, basso
- Ian Crichton – chitarra acustica, chitarra elettrica
- Peter Rochon – tastiera, cori, vocoder, Moog
- Jim Crichton – basso, Moog
- Steve Negus – batteria, percussioni